# Ramón Guerreiro Gómez
Ramón Guerreiro Gómez (Viveiro, 1912 - 8 de maig de 1948) va ser un polític i guerriller antifranquista gallec. Membre de les Joventuts Socialistes d'Espanya i més tard del Partit Comunista.
A la primavera de 1936 es trobava a Còrdova, on va assistir a la fundació a la província de les Joventuts Socialistes Unificades (JSU) de les quals en fou el seu secretari provincial. Amb el cop d'estat que va donar lloc a la Guerra Civil de l'estiu de 1936, l'ocupació de Còrdova per les forces revoltades el va obligar a amagar-se a casa de Francisco García González, destacat membre de les JSU. Setmanes més tard, pel que sembla creuant el riu Guadalquivir nedant, va passar a zona republicana i s'incorporà al batalló Bautista Garcet. Va participar en el Congrés de la JSU que tingué lloc a Pozoblanco el setembre de 1936. Posteriorment va ser assignat al Servei d'Informació Militar (SIM), es traslladà al front d'Aragó i, més tard, a Catalunya, on el final de la guerra el va obligar a l'exili en França.
Durant la Segona Guerra Mundial es va incorporar als maquis antifranquistes actuant a l'interior del País Valencià i Aragó, amb el nom de Julio. Membre de la direcció del Partit Comunista, va ser detingut el 1943, però aconseguí escapar de la presó de Madrid el 14 de març de 1944. A partir d'aquest moment, actuà com a guerriller a la zona de la província de Ciudad Real, on va fundar la Segona Agrupació Guerrillera, de curta durada en ser-ne rebutjat com a comandant pels maquis socialistes. No obstant això, va crear una altra petita unitat que va actuar a la mateixa zona fins a 1948, moment en el qual va ser detingut a Piedrabuena, per ser més tard afusellat el 8 de maig del mateix any en aplicació de la pena de mort imposada en rebel·lia el 1943 contra la cúpula del Partit Comunista.